# Ende (stad)
Ende (ook Endeh) is de hoofdstad van het regentschap Ende, aan de zuidkust van het eiland Flores in Indonesië. Met een bevolking van 60.000 inwoners is het de grootste stad op het eiland.
Ende was ook de plaats van een koninkrijk dat aan het eind van de 18e eeuw bestond.

## Geboren in Ende
- Toon de Ruiter (1935-2001), Nederlands roeier en deelnemer Olympische Spelen
- Peter Neeb (*1941), Nederlands burgemeester